# GIZA studio 10th Anniversary Masterpiece BLEND 〜FUN Side〜
『GIZA studio 10th Anniversary Masterpiece BLEND 〜FUN Side〜』（ギザ・ステューディオ・テンス・アニバーサリー・マスターピースブレンド ファン・サイド）は、GIZA studio設立10周年記念ベスト・アルバム。

## 内容
- sweet velvet「I JUST FEEL SO LOVE AGAIN 〜そばにいるだけで〜」、GRASS ARC.「BRAVE」と共に当レーベルリリース第1号及び1999年2月10日発売となったNew Cinema 蜥蜴「Smashing the good! Smashing the bad!」を筆頭とするテンションが上がる楽曲を中心に収録した。
- 収録アーティストの上原あずみの契約解除（契約違反）によって、本作はメーカーから回収され、現在廃盤になっている。

## 収録曲
1. flying（GARNET CROW）
作詞：AZUKI七　作曲：中村由利　編曲：古井弘人
2. ピエロ（上木彩矢） - 原曲：B'z
作詞：稲葉浩志　作曲：松本孝弘　編曲：葉山たけし
3. 恋はスリル、ショック、サスペンス（愛内里菜）
作詞：愛内里菜　作曲：大野愛果　編曲：尾城九龍
4. Take The Wave（Naifu）
作詞：Naifu　作曲・編曲：森下志音
5. 週末大キライ（PINC INC）
作詞：碧井椿　作曲：水野幹子　編曲：岡本仁志
6. 君と約束した優しいあの場所まで（三枝夕夏 IN db）
作詞：三枝夕夏　作曲・編曲：小澤正澄
7. 英雄（doa）
作詞・作曲・編曲：徳永暁人
8. grand blue（北原愛子）
作詞：北原愛子　作曲・編曲：徳永暁人
9. Sha la la -アヤカシNIGHT-（宇浦冴香）
作詞・作曲：稲葉浩志　編曲：葉山たけし
10. 青い青いこの地球（ほし）に（上原あずみ）
作詞：上原あずみ・AZUKI七　作曲：大野愛果　編曲：尾城九龍
11. Hey Hey Baby! You're NO.1!（スパークリング☆ポイント）
作詞：スパークリング☆ポイント　作曲：大野愛果　編曲：豆田将
12. easy game（the★tambourines）
作詞：松永安未　作曲：大野愛果　編曲：古井弘人
13. 迷Q!?-迷宮-MAKE★YOU-（岸本早未）
作詞：AZUKI七　作曲：大野愛果　編曲：尾城九龍
14. again（白石桔梗（現：白石乃梨））
作詞：白石桔梗　作曲：白石桔梗・古井弘人　編曲：古井弘人・中沢昭宏
15. Smashing the good! Smashing the bad!（New Cinema 蜥蜴）
作詞：舩木基有　作曲・編曲：岩井勇一郎
16. Feel fine!（倉木麻衣）
作詞：倉木麻衣　作曲・編曲：徳永暁人